# Karl Mayrberger
Karl Mayrberger (Viena, 9 de juny de 1828 - Pressburg avui Bratislava, 23 de setembre de 1881) fou un compositor i pedagog musical austríac.
Fou deixeble de Preyer i professor de música en la Staatspräparandie de Bratislava.
Va escriure les obres: Lehrbuch der musikalischen Hatmonik i Die Harmonik R. Wagners, i entre les seves composicions, figuren: l'òpera bufa Die Entführung der Prinzessin Europa (1868), una altra òpera titulada Melusine (1876), la música per l'obra Yrsa, i diversos cors, lieder, etc.